# Wei Wei (actrice)
Dans ce nom chinois, le nom de famille, Wei, précède le nom personnel.
Pour les articles homonymes, voir Wei Wei (homonymie) et Wei.
Wei Wei (en chinois : 韦伟 ; pinyin : Wéi Wěi), née Miao Mengying le 17 mai 1922 à Zhenjiang dans la province chinoise de Jiangsu et morte le 2 novembre 2023 à Hong Kong, est une actrice chinoise.

## Biographie
Wei Wei est active au cinéma depuis 1948.

## Filmographie partielle
- 1948 : Printemps dans une petite ville (en chinois : 小城之春, en pinyin : Xiǎochéng zhī chūn) de Fei Mu
- 1998 : Anna Magdalena de Yee Chung-man
- 1999 : Zhen xin hua (en anglais : The Truth About Jane and Sam) de Tung-Shing Yee